# Funkcjonał
Funkcjonał – wieloznaczne pojęcie matematyczne, opisujące różne typy funkcji; przeważnie są definiowane przeciwdziedziną, a czasem też dziedziną w sensie zbioru argumentów. Według różnych autorów funkcjonał to funkcja:
1. o wartościach liczbowych[1];
2. o wartościach liczbowych na zbiorze funkcji[2][a];
3. rzeczywista lub zespolona określona na dowolnym zbiorze[3][4];
4. rzeczywista lub zespolona na dowolnym zbiorze funkcji[3][5];
5. z przestrzeni liniowej w ciało jej skalarów[6];
6. powyższego typu będąca jednocześnie przekształceniem liniowym[7] ;
7. rzeczywista na przestrzeni liniowej[8] nad ciałem liczb rzeczywistych[9];
8. rzeczywista na przestrzeni Banacha lub jej podzbiorze[10].

Trzecie ani czwarte znaczenie nie są rozłączne z piątym, ponieważ:
- funkcję rzeczywistą lub zespoloną można określić na przestrzeni liniowej ze skalarami rzeczywistymi lub zespolonymi;
- przestrzenią tą może być przestrzeń funkcyjna.

Funkcjonał w szóstym znaczeniu to inaczej forma, przy czym termin ten miewa też inne znaczenie. Tak rozumiany funkcjonał (forma) to szczególny przypadek operatora, czyli przekształcenia, które funkcji przyporządkowuje inną funkcję (np. operator różniczkowy funkcji przypisuje jej funkcję pochodną).
Pojęcie funkcjonału pierwotnie pojawiło się w rachunku wariacyjnym, który polega na znajdowaniu ekstremum funkcjonału, zwanego działaniem Hamiltona (tzw. zasada najmniejszego działania). Szczególnie istotnym zastosowaniem w fizyce jest znajdowanie stanu układu, dla którego funkcjonał energii osiąga minimum.

## Przykłady

### Dualność
(1) Funkcja
{\displaystyle x_{0}\mapsto f(x_{0})}
przekształca argument {\displaystyle x_{0}} na wartość funkcji {\displaystyle f} w punkcie {\displaystyle x_{0}.}
(2) Możliwe jest przyporządkowanie danej funkcji {\displaystyle f} całej rodziny funkcji, takiej że poszczególne funkcje zależą od argumentu {\displaystyle x_{0},} tj.
{\displaystyle f,x_{0}\mapsto g(x_{0}).}
Jeśli {\displaystyle f} jest przekształceniem liniowym z przestrzeni wektorowej w ciało skalarne, nad którym rozpięta jest ta przestrzeń, to przekształcenie {\displaystyle f,x_{0}\mapsto g(x_{0})} wyznaczone przez dany argument {\displaystyle x_{0}} odwzorowaniem wzajemnie jednoznacznym pomiędzy argumentem a funkcją – funkcję {\displaystyle g} – nazywa się wtedy dualną do funkcji {\displaystyle f,} a obydwie funkcje są funkcjonałami liniowymi.

### Całka oznaczona
Całki postaci
{\displaystyle f\mapsto I[f]=\int _{a}^{b}H(f(x),f'(x),\dots )\;{\text{d}}x,}
gdzie:
{\displaystyle H} – funkcja o wartościach rzeczywistych,
tworzy pewną klasę funkcjonałów przekształcających funkcję {\displaystyle f} na liczbę rzeczywistą.
W szczególności należą do tej klasy:
- pole pod wykresem nieujemnej funkcji {\displaystyle f}

{\displaystyle f\mapsto S(f)=\int _{a}^{b}f(x)\;\mathrm {d} x,}
- p-ta norma funkcji całkowalnej

{\displaystyle f\mapsto \|f\|_{p}=\left(\int _{a}^{b}|f(x)|^{p}\;\mathrm {d} x\right)^{1/p},}
- długość krzywej na płaszczyźnie

{\displaystyle f\mapsto L(f)=\int _{a}^{b}{\sqrt {1+|f'(x)|^{2}}}\;\mathrm {d} x.}

### Iloczyn skalarny
Dla danego wektora {\displaystyle {\vec {x}}} z przestrzeni wektorowej {\displaystyle X,} iloczyn skalarny {\displaystyle {\vec {x}}} z wektorem {\displaystyle {\vec {y}}} oznaczony {\displaystyle {\vec {x}}\cdot {\vec {y}}} lub {\displaystyle \langle {\vec {x}},{\vec {y}}\rangle } jest skalarem. Dlatego {\displaystyle {\vec {x}}} wyznacza funkcjonał:
{\displaystyle {\vec {y}}\mapsto {\vec {x}}\cdot {\vec {y}}.}

## Równanie funkcyjne
Rozwiązaniami równania funkcyjnego postaci {\displaystyle F=G} są funkcje, dla których wartości funkcjonałów {\displaystyle F} i {\displaystyle G} są równe. Na przykład funkcja jest addytywna, jeśli spełnia równanie funkcyjne:
{\displaystyle f\left(x+y\right)=f(x)+f(y).}

## Pochodna funkcjonalna i całka funkcjonalna
Pochodna funkcjonalna niesie informację o zmianie wartości funkcjonału przy niewielkiej zmianie funkcji będącej jego argumentem. Pochodne funkcjonalne używane są w mechanice klasycznej i rachunku wariacyjnym.
Richard Feynman zastosował całki funkcjonalne w swoim sformułowaniu mechaniki kwantowej. Zastosowanie to przewiduje całkowanie nad pewną przestrzenią funkcyjną.

## Forma a funkcjonał
W literaturze matematycznej istnieje spora niekonsekwencja w użyciu terminów forma i funkcjonał:
(1) Gleichgewicht wyraźnie rozróżnia termin funkcjonał od określenia forma. Ten ostatni termin oznacza w jego książce formułę, wyrażenie formalne. I tak, na przykład, pisze on:
[...] napiszemy wzór (10.1) w postaci
{\displaystyle f(x)=\alpha _{1}\xi _{1}+\alpha _{2}\xi _{2}+\ldots +\alpha _{n}\xi _{n}}
zwanej formą liniową, [...]
a potem
(10.4) {\displaystyle \varphi (x,y)=\sum _{i,j=1}^{n}\alpha _{ij}\xi _{i}\eta _{j}.}
[...] Prawa strona wyrażenia (10.4) nazywa się formą dwuliniową.
Należy też zwrócić uwagę, że same przekształcenia w ciało (np. {\displaystyle f,\varphi } powyżej) są konsekwentnie określane jako funkcjonały.
(2) Lang  używa określenia funkcjonał na odwzorowania liniowe z przestrzeni wektorowej {\displaystyle V} (nad ciałem {\displaystyle K}) w ciało {\displaystyle K.} Słowo forma jest używane tu dla odwzorowań wieloliniowych oraz kwadratowych (tzn. mówi się w tej książce o formach wieloliniowych, formach kwadratowych itd.).
- Natomiast Komorowski (1978) używa jedynie określenia forma, pisząc[12]:

Elementy przestrzeni {\displaystyle V^{*}} nazywamy formami liniowymi na {\displaystyle V;} często, kiedy nie prowadzi to do nieporozumień, formy liniowe nazywa się krótko formami.
W kolejnym rozdziale Komorowski wprowadza następującą definicję:
Elementy p.w. {\displaystyle L(V_{1},\dots ,V_{n};K)} nazywamy formami n-liniowymi.
(3) Musielak (1976) pisze:
[...] operator liniowy {\displaystyle T\colon X\longrightarrow {\mathbf {K} }} nazywamy funkcjonałem liniowym lub formą liniową.
Jednak w pozostałych częściach tekstu używa on głównie zwrotu funkcjonał liniowy.

## Literatura dodatkowa
- III. Modules, § 6. The dual space and dual module. W: Serge Lang: Algebra. Nowy York: Springer-Verlag, 2005, s. 142–146.